# Portlandi nemzetközi repülőtér
A Portlandi nemzetközi repülőtér (IATA: PDX, ICAO: KPDX) az Amerikai Egyesült Államok egyik jelentős nemzetközi repülőtere. Oregon államban, Portlandban található. Éves utasforgalma 14 818 654 fő (2022).

## Futópályák
A repülőtér futópályái:
- 3/21 (6000 ft, 150 ft, aszfalt)
- 10L/28R (9825 ft, 150 ft, aszfalt)
- 10R/28L (11 000 ft, 150 ft, beton)

## Forgalom
Az utasforgalom az elmúlt években az alábbi módon változott:
| Utasok száma | 13 721 684 | 12 241 975 | 13 038 057 | 14 654 222 | 13 192 857 | 14 390 750 | 16 850 952 | 19 882 788 | 7 084 543 | 16 486 688 |
|              | 1999       | 2002       | 2004       | 2007       | 2010       | 2012       | 2015       | 2018       | 2020      | 2023       |

## Célállomások
- Seattle–Tacoma nemzetközi repülőtér (Horizon Air, SkyWest Airlines)
- Ted Stevens Anchorage nemzetközi repülőtér (Alaska Airlines, FedEx Express)
- Denveri nemzetközi repülőtér (Frontier Airlines, Southwest Airlines, United Airlines)
- San Franciscó-i nemzetközi repülőtér (Alaska Airlines, United Airlines, Virgin America)
- Phoenix Sky Harbor nemzetközi repülőtér (Alaska Airlines, Southwest Airlines, US Airways)
- Harry Reid nemzetközi repülőtér (Alaska Airlines, Southwest Airlines, Spirit Airlines)
- O’Hare nemzetközi repülőtér (Alaska Airlines, American Airlines, United Airlines)
- Sacramentói nemzetközi repülőtér (Southwest Airlines, Horizon Air)
- Oaklandi nemzetközi repülőtér (Southwest Airlines, FedEx Express)
- Los Angeles-i nemzetközi repülőtér (Alaska Airlines, SkyWest Airlines, Virgin America, ABX Air)
- Vancouver nemzetközi repülőtér (Jazz, Horizon Air)
- Amszterdam-Schiphol repülőtér (Delta Air Lines)
- Narita nemzetközi repülőtér (Delta Air Lines)
- Toronto Pearson nemzetközi repülőtér (Jazz)
- Calgary nemzetközi repülőtér (Jazz)
- Salt Lake City nemzetközi repülőtér (Delta Air Lines, Southwest Airlines)
- Hartsfield–Jackson nemzetközi repülőtér (Alaska Airlines)
- Logan nemzetközi repülőtér (Alaska Airlines, JetBlue Airways)
- Dallas/Fort Worth nemzetközi repülőtér (Alaska Airlines, American Airlines, Spirit Airlines)
- Daniel K. Inouye nemzetközi repülőtér (Alaska Airlines, Hawaiian Airlines)
- Kahului repülőtér (Alaska Airlines)
- John Wayne repülőtér (Alaska Airlines)
- San Diego nemzetközi repülőtér (Alaska Airlines)
- San José nemzetközi repülőtér (Alaska Airlines, Horizon Air, Southwest Airlines)
- Ronald Reagan Washingtoni nemzeti repülőtér (Alaska Airlines)
- Fairbanks International Airport (Alaska Airlines)
- Kona nemzetközi repülőtér (Alaska Airlines)
- Lihuei repülőtér (Alaska Airlines)
- Palm Springs International Airport (Alaska Airlines)
- Minneapolis–Saint Paul nemzetközi repülőtér (Delta Air Lines)
- Detroit Metropolitan repülőtér (Delta Air Lines)
- Long Beach repülőtér (SkyWest Airlines, JetBlue Airways)
- Ontariói nemzetközi repülőtér (SkyWest Airlines, UPS Air Cargo)
- Midway nemzetközi repülőtér (Southwest Airlines)
- Kansas City nemzetközi repülőtér (Southwest Airlines)
- Reno–Tahoe International Airport (Southwest Airlines)
- Albuquerque-i nemzetközi repülőtér (Southwest Airlines)
- Austin-Bergstrom nemzetközi repülőtér (Southwest Airlines)
- Charlotte Douglas nemzetközi repülőtér (US Airways)
- Boise repülőtér (Horizon Air)
- Eugene Airport (Horizon Air, SkyWest Airlines)
- Fresno Yosemite International Airport (Horizon Air)
- Rogue Valley International-Medford Airport (Horizon Air, Ameriflight)
- Tri-Cities Airport (Horizon Air)
- Roberts Field (Horizon Air, Ameriflight)
- Charles M. Schulz–Sonoma County Airport (Horizon Air)
- Spokane International Airport (Horizon Air, UPS Air Cargo)
- Hollywood Burbank repülőtér (SkyWest Airlines)
- John Fitzgerald Kennedy nemzetközi repülőtér (JetBlue Airways)
- Bellingham International Airport (Horizon Air)
- Billings Logan International Airport (Horizon Air)
- Bozeman Yellowstone International Airport (Horizon Air)
- Missoula International Airport (Horizon Air)
- Santa Barbara Municipal Airport (SkyWest Airlines)
- Washington Dulles nemzetközi repülőtér (United Airlines)
- George Bush interkontinentális repülőtér (United Airlines)
- Newark Liberty nemzetközi repülőtér (United Airlines)
- Cleveland Hopkins nemzetközi repülőtér (United Airlines)
- Southwest Oregon Regional Airport (SeaPort Airlines, Ameriflight)
- Eastern Oregon Regional Airport (SeaPort Airlines)
- Klamath Falls Airport (SkyWest Airlines, Ameriflight)
- Cincinnati/Northern Kentucky nemzetközi repülőtér (ABX Air)
- Roseburg Regional Airport (Ameriflight)
- Hermiston Municipal Airport (Ameriflight)
- Astoria Regional Airport (Ameriflight)
- Incshoni nemzetközi repülőtér (Asiana Airlines)
- Indianapolis nemzetközi repülőtér (FedEx Express)
- Memphisi nemzetközi repülőtér (FedEx Express)
- Chicago Rockford nemzetközi repülőtér (UPS Air Cargo)
- Louisville-i nemzetközi repülőtér (UPS Air Cargo)